# Condado de Lafayette (Misuri)
El condado de Lafayette (en inglés: Lafayette County), fundado en 1820, es uno de 114 condados del estado estadounidense de Misuri. En el año 2000, el condado tenía una población de 32,960 habitantes y una densidad poblacional de 20 personas por km². La sede del condado es Mount Vernon. El condado recibe su nombre en honor al Marqués de La Fayette.

## Geografía
Según la Oficina del Censo, el condado tiene un área total de 1655 km² (639 mi²), de la cual 1630 km² (629,3 mi²) es tierra y 25 km² (9,7 mi²) (1.49%) es agua.

### Condados adyacentes
- Condado de Ray (noroeste)
- Condado de Carroll (noreste)
- Condado de Saline (este)
- Condado de Johnson (sur)
- Condado de Jackson (oeste)
- Condado de Pettis (sureste)

## Demografía
Según la Oficina del Censo en 2000, los ingresos medios por hogar en el condado eran de $38,235, y los ingresos medios por familia eran $45,717. Los hombres tenían unos ingresos medios de $31,972 frente a los $22,684 para las mujeres. La renta per cápita para el condado era de $18,493. Alrededor del 8.80% de la población estaban por debajo del umbral de pobreza.

## Transporte

### Carreteras principales
- Interestatal 70
- U.S. Route 24
- U.S. Route 40
- Ruta 13
- Ruta 23
- Ruta 131
- Ruta 224

## Localidades
| - Alma - Aullville - Bates City - Blackburn - Concordia | - Corder - Dover - Emma - Higginsville | - Lake Lafayette - Lexington - Mayview - Napoleon | - Oak Grove - Odessa - Waverly - Wellington |